# Empire Award du meilleur espoir
Les Empire Awards du meilleur espoir (Empire Award for Best Newcomer) sont des prix qui sont décernés chaque année depuis 1996 par le magazine de cinéma britannique Empire.
Les récompenses sont votées par les lecteurs du magazine, concernant les films sortis l'année précédant celle de la cérémonie.

## Palmarès
D'abord remise sous le nom de « meilleur début » (Best Debut) de 1996 à 2002, la catégorie a été renommée « Empire Awards du meilleur espoir » en 2003. Elle récompense à la fois les acteurs et les réalisateurs faisant une entrée remarquée sur le devant de la scène.

### Années 1990
- 1996 : Bryan Singer (réalisateur) pour Usual Suspects (The Usual Suspects)
- 1997 : Ewen Bremner (acteur) pour le rôle de Daniel « Spud » Murphy dans Trainspotting
- 1998 : Gary Oldman (réalisateur) pour Ne pas avaler (Nil by Mouth)
- 1999 : Vinnie Jones (acteur) pour le rôle de Big Chris dans Arnaques, Crimes et Botanique (Lock, Stock and Two Smoking Barrels)

### Années 2000
- 2000 : Damien O'Donnell (réalisateur) pour Fish and Chips et Carrie-Anne Moss (actrice) pour le rôle de Trinity dans Matrix
- 2001 : Jamie Bell (acteur) pour le rôle de Billy Elliot dans Billy Elliot
  - Sam Mendes (réalisateur) pour American Beauty
  - Spike Jonze (réalisateur) pour Dans la peau de John Malkovich (Being John Malkovich)
  - Peter Lord et Nick Park (réalisateurs) pour Chicken Run
  - Sofia Coppola (réalisatrice) pour Virgin Suicides
- 2002 : Orlando Bloom (acteur) pour le rôle de Legolas dans Le Seigneur des anneaux : La Communauté de l'anneau (The Lord of the Rings : The Fellowship of the Ring)
  - Sharon Maguire (réalisatrice) pour Le Journal de Bridget Jones (Bridget Jones’s Diary)
  - Daniel Radcliffe, Rupert Grint et Emma Watson (acteurs) pour les rôles de Harry Potter, Ron Weasley et Hermione Granger dans Harry Potter à l'école des sorciers (Harry Potter and the Philosopher's Stone)
  - Keira Knightley (actrice) pour le rôle de Frances « Frankie » Almond Smith dans The Hole
  - Billy Boyd et Dominic Monaghan (acteurs) pour les rôles de Pippin et Merry dans Le Seigneur des anneaux : La Communauté de l'anneau (The Lord of the Rings : The Fellowship of the Ring)
- 2003 : Rosamund Pike (actrice) pour le rôle de Miranda Frost dans Meurs un autre jour (Die Another Day)
  - Cillian Murphy (acteur) pour le rôle de Jim dans 28 jours plus tard (28 Days Later...)
  - Parminder Nagra (actrice) pour le rôle de Jesminder « Jess » Bhamra dans Joue-la comme Beckham (Bend It Like Beckham)
  - Neil Marshall (réalisateur) pour Dog Soldiers
  - Martin Compston (acteur) pour le rôle de Liam dans Sweet Sixteen
- 2004 : Martine McCutcheon (actrice) pour le rôle de Natalie dans Love Actually
  - Fenella Woolgar (actrice) pour le rôle d'Agatha Runcible dans Bright Young Things
  - Eli Roth (réalisateur) pour Cabin Fever
  - Andrew Lincoln (acteur) pour le rôle de Mark dans Love Actually
  - Mackenzie Crook (acteur) pour le rôle de Ragetti dans Pirates des Caraïbes : La Malédiction du Black Pearl (Pirates of the Caribbean: The Curse of the Black Pearl)
- 2005 : Freddie Highmore (acteur) pour le rôle de Peter Llewelyn Davies dans Neverland
  - Sienna Miller (actrice) pour le rôle de Nikki dans Irrésistible Alfie et pour le rôle de Tammy dans Layer Cake
  - Zach Braff (réalisateur, scénariste et acteur) pour Garden State
  - Matthew Vaughn (réalisateur, scénariste) pour Layer Cake
  - Bryce Dallas Howard (acteur) pour le rôle d'Ivy Walker dans Le Village (The Village)
- 2006 : Kelly Reilly (actrice) pour le rôle de Maureen dans Madame Henderson présente (Mrs Henderson presents) et pour celui de Caroline Bingley dans Orgueil et Préjugés (Pride & Prejudice)
  - Nathan Fillion (acteur) pour le rôle de Malcolm « Mal » Reynolds dans Serenity
  - Leo Gregory (acteur) pour le rôle de Brian Jones dans Stoned
  - Georgie Henley (actrice) pour le rôle de Lucy Pevensie dans Le Monde de Narnia : Le Lion, la Sorcière blanche et l'Armoire magique (The Chronicles of Narnia : The Lion, the Witch and the Wardrobe)
  - James McAvoy (acteur) pour le rôle de M. Tumnus dans Le Monde de Narnia : Le Lion, la Sorcière blanche et l'Armoire magique (The Chronicles of Narnia : The Lion, the Witch and the Wardrobe)
- 2007 : Meilleur espoir masculin : Brandon Routh (acteur) pour le rôle de Clark Kent / Superman dans Superman Returns
  - Rian Johnson (réalisateur) pour Brick
  - Paul Dano (acteur) pour le rôle de Dwayne Hoover dans Little Miss Sunshine
  - Alex Pettyfer (acteur) pour le rôle d'Alex Rider dans Alex Rider : Stormbreaker (Stormbreaker)
  - Dominic Cooper (acteur) pour le rôle de Dakin dans History Boys (The History Boys) et pour le rôle de Spencer dans Starter for Ten
- 2007 : Meilleur espoir féminin : Eva Green (actrice) pour le rôle de Vesper Lynd dans Casino Royale
  - Elliot Page (acteur) pour le rôle de Hayley Stark dans Hard Candy
  - Abigail Breslin (actrice) pour le rôle d'Olive Hoover dans Little Miss Sunshine
  - Vera Farmiga (actrice) pour le rôle de Madolyn dans Les Infiltrés (The Departed)
  - Rebecca Hall (actrice) pour le rôle de Sarah Borden dans Le Prestige (The Prestige)
- 2008 : Sam Riley pour le rôle de Ian Curtis dans Control
  - Gemma Arterton pour le rôle de Kelly dans St Trinian's : Pensionnat pour jeunes filles rebelles
  - Shia LaBeouf pour le rôle de Sam Witwicky dans Transformers
  - Saoirse Ronan pour le rôle de Briony Tallis (à 13 ans) dans Reviens-moi (Atonement)
  - Thomas Turgoose pour le rôle de Shaun dans This Is England
- 2009 : Gemma Arterton (actrice) pour le rôle de Strawberry Fields dans Quantum of Solace
  - Hayley Atwell (actrice) pour le rôle de Elizabeth « Bess » Foster dans The Duchess
  - Toby Kebbell (acteur) pour le rôle de Johnny Quid dans RocknRolla
  - Robert Pattinson (acteur) pour le rôle de Edward Cullen dans Twilight, chapitre I : Fascination (Twilight)
  - Jim Sturgess (acteur) pour le rôle de Ben Campbell dans Las Vegas 21 (21)

### Années 2010
2010 - Meilleur espoir masculin
- Aaron Johnson pour le rôle de John Lennon dans Nowhere Boy
  - Sharlto Copley pour le rôle de Wikus Van der Merwe dans District 9

2010 - Meilleur espoir féminin
- Anna Kendrick pour le rôle de Natalie Keener dans In the Air (Up In the Air)
- Anna Kendrick pour le rôle de Jessica Stanley dans Twilight, chapitre II : Tentation (The Twilight Saga: New Moon)
- Carey Mulligan pour le rôle de Jenny dans Une éducation (An Education)
- Katie Jarvis pour le rôle de Mia Williams dans Fish Tank

2011 - Meilleur espoir masculin
- Gareth Edwards pour Monsters
- Jaden Smith pour Dre Parker dans Karaté Kid

2011 - Meilleur espoir féminin
- Chloë Moretz pour Mindy Macready / Hit Girl dans Kick-Ass et Abby dans Laisse-moi entrer (Let Me In)
  - Jennifer Lawrence pour Ree Dolly dans Winter's Bone
  - Mia Wasikowska pour Alice dans Alice au pays des merveilles (Alice in Wonderland)

2012 - Meilleur espoir masculin
- Tom Hiddleston pour Thor
  - Asa Butterfield pour Hugo Cabret
  - Craig Roberts pour Submarine
  - Jeremy Irvine pour Cheval de guerre
  - John Boyega pour Attack the Block
  - Sam Claflin pour Pirates des Caraïbes : La Fontaine de jouvence

2012 - Meilleur espoir féminin
- Felicity Jones pour Like Crazy
  - Bonnie Wright pour Harry Potter et les Reliques de la Mort: Deuxième partie
  - Céline Buckens pour Cheval de guerre
  - Elle Fanning pour Super 8
  - Hailee Steinfeld pour True Grit
  - Laura Haddock pour The Inbetweeners Movie

2013 - Meilleur espoir masculin
- Tom Holland pour The Impossible
  - Domhnall Gleeson - Anna Karénine (Anna Karenina)
  - Rafe Spall - L'Odyssée de Pi (Life of Pi)
  - Steve Oram - Sightseers
  - Suraj Sharma -  L'Odyssée de Pi (Life of Pi)

2013 - Meilleur espoir féminin
- Samantha Barks pour Les Misérables
  - Alice Lowe - Sightseers
  - Alicia Vikander - Anna Karénine (Anna Karenina)
  - Holliday Grainger - De grandes espérances (Great Expectations)
  - Quvenzhané Wallis -  Les Bêtes du sud sauvage (Beasts of the Southern Wild)

2014 - Meilleur espoir masculin
- Aidan Turner pour le rôle de Kíli dans Le Hobbit : La Désolation de Smaug (The Hobbit: The Desolation of Smaug)
  - Barkhad Abdi pour le rôle d'Abduwali Muse dans Capitaine Phillips (Captain Phillips)
  - George MacKay pour le rôle de Davy dans Sunshine on Leith
  - Oscar Isaac pour le rôle de Llewyn Davis dans Inside Llewyn Davis
  - Tye Sheridan pour le rôle d'Ellis dans Mud : Sur les rives du Mississippi (Mud)
  - Will Poulter pour le rôle de Kenny dans Les Miller, une famille en herbe (We're The Millers)

2014 - Meilleur espoir féminin
- Margot Robbie pour le rôle de Naomi Belfort dans Le Loup de Wall Street (The Wolf of Wall Street)
  - Adèle Exarchopoulos pour le rôle d'Adèle dans La Vie d'Adèle
  - Antonia Thomas pour le rôle d'Yvonne dans Sunshine on Leith
  - Elizabeth Debicki pour le rôle de Jordan Baker dans Gatsby le Magnifique (The Great Gatsby)
  - Freya Mavor pour le rôle de Liz dans Sunshine on Leith
  - Lupita Nyong'o pour le rôle de Patsey l'esclave dans Twelve Years a Slave

2015 - Meilleur espoir masculin
- Taron Egerton pour le rôle de Gary « Eggsy » Unwin dans Kingsman : Services secrets (Kingsman: The Secret Service)
  - Dan Stevens — The Guest
  - Daniel Huttlestone — Into the Woods
  - Ellar Coltrane — Boyhood
  - Jack O'Connell — Invincible (Unbroken)

2015 - Meilleur espoir féminin
- Karen Gillan dans The Mirror (Oculus) et Les Gardiens de la galaxie (Guardians of the Galaxy)
  - Carrie Coon — Gone Girl
  - Essie Davis — Mister Babadook (The Babadook)
  - Gugu Mbatha-Raw — Belle
  - Sophie Cookson pour le rôle de Roxanne « Roxy » Morton / Lancelot dans Kingsman : Services secrets (Kingsman: The Secret Service)

2016 - Meilleur espoir masculin
- John Boyega pour le rôle de Finn dans Star Wars, épisode VII : Le Réveil de la Force (Star Wars : The Force Awakens)
  - Abraham Attah pour le rôle d'Agu dans Beasts of No Nation
  - Jacob Tremblay pour le rôle de Jack Newsome dans Room
  - Jason Mitchell pour le rôle d'Eazy-E dans NWA: Straight Outta Compton (Straight Outta Compton)
  - Thomas Mann pour le rôle de Greg Gaines dans This Is Not a Love Story (Me and Earl and the Dying Girl)

2016 - Meilleur espoir féminin
- Daisy Ridley pour le rôle de Rey dans Star Wars, épisode VII : Le Réveil de la Force (Star Wars : The Force Awakens)
  - Bel Powley pour le rôle de Minnie Goetze dans The Diary of a Teenage Girl
  - Olivia Cooke pour le rôle de Rachel Kushner dans This Is Not a Love Story (Me and Earl and the Dying Girl)
  - Maika Monroe pour le rôle de Jay dans It Follows
  - Rebecca Ferguson pour le rôle d'Ilsa Faust dans Mission impossible : Rogue Nation (Mission: Impossible – Rogue Nation)

2017 - Meilleur espoir masculin
- Dave Johns pour le rôle de Daniel Blake dans Moi, Daniel Blake (I, Daniel Blake)
  - Julian Dennison pour le rôle de Ricky Baker dans À la poursuite de Ricky Baker (Hunt for the Wilderpeople)
  - Lewis MacDougall pour le rôle de Conor O'Malley dans Quelques minutes après minuit (A Monster Calls)
  - Riz Ahmed pour le rôle de Bodhi Rook dans Rogue One: A Star Wars Story
  - Tom Holland pour le rôle de Peter Parker / Spider-Man dans Captain America: Civil War

2017 - Meilleur espoir féminin
- Anya Taylor-Joy pour le rôle de Thomasin dans The Witch
  - Angourie Rice pour le rôle d'Holly March dans The Nice Guys
  - Hayley Squires pour le rôle de Katie Morgan dans Moi, Daniel Blake (I, Daniel Blake)
  - Sasha Lane pour le rôle de Star dans American Honey
  - Sennia Nanua pour le rôle de Melanie dans The Last Girl : Celle qui a tous les dons (The Girl with All the Gifts)

2018 - Meilleur espoir masculin
- Josh O'Connor pour le rôle de Johnny Saxby dans Seule la Terre (God's Own Country)
  - Ansel Elgort pour le rôle de Miles / "Baby" dans Baby Driver
  - Daniel Kaluuya pour le rôle de Chris Washington dans Get Out
  - Fionn Whitehead pour le rôle de Tommy dans Dunkerque (Dunkirk)
  - Timothée Chalamet pour le rôle d'Elio Perlman dans Call Me by Your Name

2018 - Meilleur espoir féminin
- Dafne Keen pour le rôle de Laura Kinney / X-23 dans Logan
  - Emily Beecham pour le rôle de Daphne dans Daphné (Daphne)
  - Florence Pugh pour le rôle de Katherine Lester dans The Young Lady (Lady Macbeth)
  - Kelly Marie Tran pour le rôle de Rose Tico dans Star Wars, épisode VIII : Les Derniers Jedi (Star Wars : The Last Jedi)
  - Tessa Thompson pour le rôle de la Valkyrie / Scrapper 142 dans Thor : Ragnarok (Thor: Ragnarok)